# Natchitoches (konfederacija)
Natchitoches (sing.Natchitoch; isto i:  Nachitoch, Nachitos, Nacitos, Naketosh, Natsytos).- Pleme i plemenski savez američkih Indijanaca porodice Caddoan na obalama Red Rivera u Louisiani, iz skupine pravih Caddo Indijanaca, u koju pripadaju zajedno s plemenima Kadohadacho i Hasinai. Savez obuhvaća plemena Doustioni, Natchitoches, Ouachita i Yatasi. Nestali su u ranom 18. stoljeću.

## Ime
Riječ "Natchitoches", kaže Jose Antonio Pichardo, rani španjolski autor, dolazi od "nacicit" u značenju "a place where the soil is the color of red ochre," i koje je dano malenom potoku u njihovoj blizini, koji je proticao kroz crveno tlo. Ovaj naziv javlja se u nizu varijanti kao što su: Natsytos, Nacitos, Nachittoos, Naquitoches, Nasitti, etc 

## Povijest
Natchitochese po svoj prilici prvi posjećuje 1542. Luis de Moscoso Alvarado (1505-1551), koji 5 lipnja 1542. nastavlja predvoditi putovanje od mjesta gdje je pokopan Hernando De Soto, na Mississippiju, i nastavlja marš od kojih 150 leagues (830 kilometara) kroz zemlju Caddoan Indijanaca. Ovo putovanje počinje u zemlji zvanoj "Naguatex," u sjeverozapadnoj Louisiani, pas na jug u zemlju plemena Eyeish i plemena poznatih kao Hasinai. Mnogo pouzdaniji podaci dolaze tek s konca 17. stoljeća, 1690. posjećuje ih Tonti i 1700. Bienville. Natchitochesi nisu u dobrim odnosima sa susjednim plemenima i dolaze u sukobe s plemenima Chitimacha, Acolapissa i Natchez. Najprije 1702. njihovi prijatelji Francuzi pomažu im da se nasele među pleme Acolapissa na jezero Pontchartrain. Pet godina kasnije (1707) 4 ratnika iz plemena Natchitoches priključuje se napadu na Chitimache, kako bi osvetili smrt misionara St. Cosme. Godine 1713-1714, St. Denis, koji ih je posjetio nekoliko godina prije, pokušava ih vratiti u njihov stari 'grad' (na južnpj obali red Rivera u okrugu Bowie), ali su ih napali Acolapisse, sedamnaestoricu su ubili i zarobili pedesetoro žena i djece. Godine 1718. Bienville im procjenjuje broj na 80 priključenih plemenima Kadohadacho i Hasinai. Do kraja 18. stoljeća oni će nestati kao pleme u Caddo populaciji ili među doseljenicima. Od nekadašnjih 1,000 (1600), Sibley (1832) navodi da Natchitochesi 1805. imaju 32 ratnika, a dvadeset godina kasnije cjelokupna populacija im je 61. -dana potomaka mogu imati u pkrugu Caddo u Oklahomi, kamo su 1858. preseljeni zajedno s plemenima Kadohadacho i Hasinai.
Ime Natchitoches očuvalo se u imenu istoimenog grada, najstarijem stalnom naselju Louisiane, gradu Natchitoches. 

## Etnografija
Indijanci Natchitoches pripadaju u Jugoistočne ratare, što je tipično i ostalim Caddoan i Muskhogean plemenima. Neki njihovi rituali zahtijevali su i primošenje ljudskih žrtava, tipično Caddoan plemnima, ali i nizu sjedilačkih ratarskih zajednica kao što su plemena Wa i Naga.

## Vanjske poveznice
- Natchitoches  Arhivirana inačica izvorne stranice od 21. rujna 2016. (Wayback Machine)
- Natchitoch Indians